# Anna Vasa a Suediei
Anna Vasa a Suediein (poloneză Anna Wazówna; 17 mai 1568 – 26 februarie 1625) a fost o prințesă suedeză și poloneză. A fost fiica regelui Ioan al III-lea al Suediei și a reginei Catherine Jagellon. A avut o relație apropiată cu fratele ei, Sigismund al III-lea Vasa, rege al Poloniei (1587–1632) și rege al Suediei  (1592–99). Crescută în religia catolică, Anna s-a convertit la luteranism în 1584, lucru care a transformat-o într-o mireasă neeligibilă pentru regalitatea europeană catolică și a rămas necăsătorită.

## Biografie
Anna a fost al doilea copil, și cel mai mic al Ducelui Ioan al Finlandei și a Catherinei Jagellon, sora regelui Sigismund al II-lea August. S-a născut la Eskilstuna imediat după ce familia ei a fost eliberată din captivitate. Tatăl ei a urcat pe tronul Suediei în 1569 sub numele de Ioan al III-lea. La fel ca și fratele ei Sigismund, Anna a fost crescută în religia catolică de către mama lor.
În 1577 s-a discutat despre aranjarea unei căsătorii între Anna și un arhiduce austriac, ori Matia ori Maximilian al II-lea, însă planul a devenit imposibil după convertirea ei la un an după decesul mamei sale. Potrivit tradiției, convertirea a fost inspirată în 1583 când mama ei aflată pe patul de moarte și care se temea de Purgatoriu, a fost mângâiată de duhovnicul ei iezuit care a asigurat-o că purgatoriul nu există și că era folosit doar pentru a-i avertiza pe oamenii obișnuiți și simplii la minte. Regina l-a îndepărtat pe iezuit însă Annei i-a displăcut falsitatea romano-catolicismului.
După moartea mamei sale, mătușa maternă regina Anna Jagiellon a sugerat ca ea să fie trimisă în Polonia pentru a fi crescută acolo dar a fost refuzată de Ioan al III-lea. Ea a avut propria ei curte, supravegheată de fosta doamnă de onoare a mamei sale, Karin Gyllenstierna.

### Polonia
În 1587, când ea avea 19 ani, fratele ei Sigismund a fost ales rege al Poloniei și Mare Duce al Lituaniei sub numele de Sigismund al III-lea. Mătușa ei a repetat invitația pentru Anna și de data asta tatăl ei și-a dat acordul de dragul lui Sigismund. Anna a plecat cu Sigismund în Polonia la 12 septembrie 1587 și a fost prezentă la încoronare. În timpul șederii la curtea poloneză a fost privită negativ prin celebrarea maselor luterane la curtea ei.

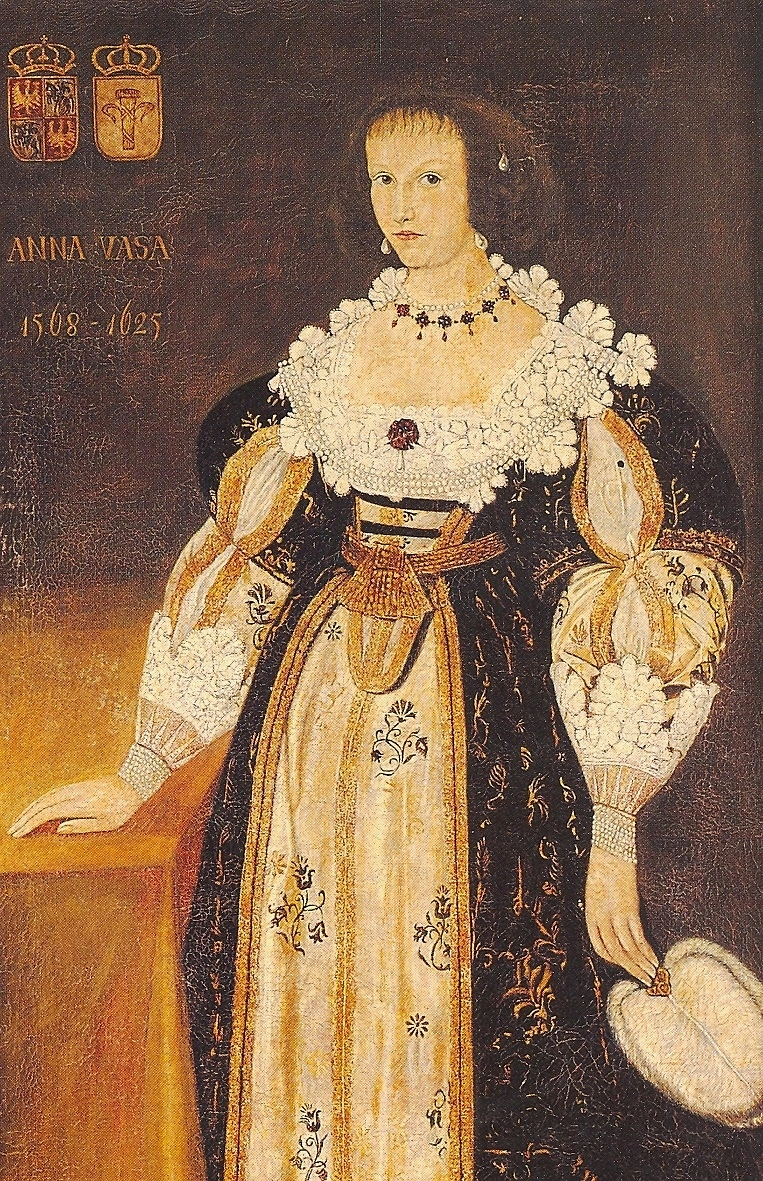
Anna Vasa a Suediei

În 1589 Anna l-a însoțit pe Sigismund la întâlnirea cu tatăl lor la Reval, în Estonia suedeză. Ea a fost prezentă în timpul sesiunilor furtunoase ale Riksråd, unde regele Ioan a insistat ca Sigismund să abdice de la tronul polonez și să se întoarcă în Suedia. Consilierii suedezi au protestat la această idee și furios Ioan a promis să-i persecute. Erik Sparre i-a cerut Annei să intervină ca mediator și să-l calmeze pe tatăl ei. În timp ce Sigismund s-a întors în Polonia, Anna și-a urmat tatăl în Suedia, unde și-a petrecut următorii trei ani.
În 1592, Anna a revenit în Polonia pentru a participa la nunta fratele ei cu Anne de Austria. Anna Vasa nu era plăcută de curtea poloneză din cauza religiei ei și a influenței asupra regelui Sigismund; a fost bănuită că a sprijinit planul tatălui ei, plan care a eșuat, de a aranja o căsătorie protestantă pentru Sigismund cu Christina de Holstein-Gottorp. Arhiepiscopul a fost atât de provocat de religia ei luterană că i-a amenințat pe Anna și Sigismund cu excomunicarea. Cumnata ei Anne de Austria a împiedicat orice persecuție în acest sens. În iulie 1593 ea și-a ținut noua nepoată, Anna Maria, la botez.
Cardinalul Andrew Báthory a propus o căsătorie a ei cu Prințul Transilvaniei. Totuși, Anna s-a logodit cu vărul primar al tatălui ei, contele Gustav Brahe, fiul lui Per Brahe cel Bătrân și viitor general al Poloniei. El fusese crescut la curtea regală iar ea se îndrăgostise de el de copil. Cuplul s-ar fi întâlnit în casa surorii lui Brahe. S-a spus că Brahe plănuia să obțină tronul prin căsătoria cu Anna. În 1589, Brahe a venit în Polonia, fratele ei Sigismund nefiind împotriva ideii căsătoriei. Deși nu era cea mai dorită căsătorie, Anna a respins alți pretendenți. Timpul a trecut fără ca o căsătorie să aibă loc. Nici o explicație nu a fost găsită în sursele istorice.

### Suedia
În noiembrie 1592, fratele ei Sigismund a urcat pe  tronul Suediei după moartea tatălui lor. În septembrie 1593 Anna s-a întors în Suedia alături de fratele ei, regele Sigismund, și cumnata ei, regina Anne. A fost privită cu neîncredere de trimisul papal Germanico Malaspina. În timpul revoltei scandaloase dintre catolici și protestanți în timpul serviciului de înmormântare al muzicianului polonez Sowka la Riddarholmskyrkan în noiembrie 1593, propriul ei preot Olaus Simonis a participat de partea protestantă. În februarie 1594, când Anna și-a vizitat unchiul Carol, Duce de Södermanland, la Uppsala, au participat la predica anti-catolică a lui Ericus Schepperus. Sigismund avea planuri de a o face pe Anna regentă în Suedia în timpul șederii sale în Polonia, totuși planul a fost respins de Ducele Carol, care a reușit să determine Consiliul să-l numească pe el.
În 1594, Sigismund s-a întors în Polonia în timp ce Anna a rămas în Suedia. După înfrângerea lui Sigismund în Bătălia de la Stångebro în 1598, ea a părăsit Suedia pentru Polonia, unde și-a petrecut restul vieții.